# 경남고속투어
경남고속투어는 경상남도 시외버스 운행 업체이다. 본사는 경상남도 김해시 김해대로 2232, 판매동 3층 (외동, 김해여객자동차터미널)에 있다.

## 역사
1971년 1월 25일 삼도여객(三道旅客)으로 설립했으며, 2009년에 시내버스 차량 및 운영권을 마인버스에 양도 되면서 시내버스 사업에서 한동안 손을 뗐다가 2018년 2월 22일 김해-마산 완행 노선이 시내버스로 전환되어 다시 시내버스 면허를 취득하였다. 2012년 11월에 대표이사 변동과 동시에 창원고속(昌原高速)이란 사명으로 변경 했다가 2016년에 태영운송그룹에 인수 되면서 태영고속으로 사명이 변경했다. 2018년 2월 본사를 경상남도 창원시 마산회원구에서 김해시로 이전하였다. 2025년 7월에 경남고속뉴부산관광에 매각되면서 현재의 사명으로 변경되었다.

## 운행 노선

### 시외버스
2015년 12월 기준이다.
| 운행업체 | 보유 노선수 | 보유 노선수 | 보유 노선수 | 보유 노선수 | 면허 대수 | 면허 대수 | 면허 대수 | 면허 대수 | 면허 대수 | 면허 대수 |
| -------- | ----------- | ----------- | ----------- | ----------- | --------- | --------- | --------- | --------- | --------- | --------- |
| 운행업체 | 노선 합계   | 직행        | 일반        | 고속        | 대수 합계 | 직행      | 일반      | 고속      | 우등      | 예비      |
| 태영고속 | 15          | 9           | 6           | -           | 42        | 17        | 23        | -         | -         | 2         |

김해 출발 노선
- 김해 ↔ 마산 (신흥여객과 공동운행)
- 김해 ↔ 양산 ↔ 울산

울산 출발 노선
- 울산 ↔ 동서울
- 울산 ↔ 거가대교 ↔ 고현 ↔ 통영 (경원여객과 공동운행)
- 울산 ↔ 양산 ↔ 개양 ↔ 진주

해운대 출발 노선
- 해운대 ↔ 양산 ↔ 동서울
- 해운대 ↔ 양산 ↔ 서울남부

## 과거 운행 노선

### 시외버스
창원 출발 노선
- 창원 ↔ 마산 ↔ 월촌 ↔ 정암 ↔ 의령
- 창원 ↔ 마산 ↔ 가례 ↔ 칠곡 ↔ 산북 ↔ 다사 ↔ 대의 ↔ 삼가 ↔ 쌍백 ↔ 대양 ↔ 합천
- 창원 ↔ 창원대 ↔ 창원중앙역 ↔ 덕산(소목) ↔ 금산초등학교 ↔ 진영농협 ↔ 진영신도시

마산 출발 노선
- 마산 ↔ 월촌 ↔ 정암 ↔ 의령 ↔ 가례 ↔ 칠곡 ↔ 산북 ↔ 다사 ↔ 대의 ↔ 삼가 ↔ 쌍백 ↔ 대양 ↔ 합천
- 마산 ↔ 월촌 ↔ 정암 ↔ 의령 (경전고속, 신흥여객 공동 배차)
- 마산 ↔ 창원역 ↔ 39사단 ↔ 덕산 ↔ 진영신도시

삼천포 출발 노선
- 삼천포 ↔ 하이 ↔ 고성

서부산 출발 노선
- 서부산 ↔ 합천(월촌, 정암, 의령, 가례, 칠곡, 대의, 삼가, 쌍백, 대양 경유) (경전고속 공동 배차)

#### 김해 출발 노선
- 김해 ↔ 장유 ↔ 내서 ↔ 마산대 ↔ 함안 (김해여객, 동일익스프레스 공동 배차, 2017년 4월 7일 신설)

### 시내버스
- ● 140번 : 마산 ↔ 창원역 ↔ 도계동만남의광장 ↔ 덕산 ↔ 진영터미널 ↔ 삼계 ↔ 김해터미널 (2018년 2월 22일 시외버스에서 시내버스 노선으로 전환, 2025년 7월 5일 김해BUS로 이관)

## 보유 차량

#### 기아
- 뉴 그랜버드 파크웨이
- 뉴 그랜버드 이노베이션 션샤인

#### 현대자동차
- 현대 유니버스 스페이스 엘레강스
- 현대 유니시티

## 사업장 현황
- 본점: 경상남도 김해시 김해대로 2232, 판매동 3층 (외동, 김해여객자동차터미널)
- 마산영업소: 경상남도 창원시 마산합성동  (합성동, 마산버스터미널)

## 같이 보기
- 경남고속뉴부산관광